# Pine Ridge at Crestwood
Pine Ridge at Crestwood – jednostka osadnicza w Stanach Zjednoczonych, w stanie New Jersey, w hrabstwie Ocean.